# Tadeusz Paciorkiewicz
Tadeusz Paciorkiewicz (født 17. oktober 1916 i Sierpc - død 21. november 1998 i Warsawa, Polen) var en polsk komponist, professor, organist, lærer og musikolog.
Paciorkiewicz studerede orgel på Musikkonservatoriet i Warsawa (1936-1939), og Komposition på Musikkonservatoriet i Łódź hos bl.a. Kazimierz Sikorski med afgangseksamen (1951). Han har skrevet 4 symfonier, orkesterværker, operaer, kammermusik, koncertmusik, balletmusik, korværker, orgelstykker etc. Han var grundlægger og underviste i komposition på Musikhøjskolen i Płock (1945-1949), og blev professor og lærer i komposition på Statens Højere Musikskole i Warsawa fra (1968). Hans elever talte bl.a. Zbigniew Baginski.

## Udvalgte værker
- Symfoni nr. 1 (1953) - for orkester
- Symfoni nr. 2 (1957) - for orkester
- Symfoni nr. 3 (1989) - for orkester
- Symfoni nr. 4 (1992) - for orkester
- Klaverkoncert nr. 1 (1951-1952) - for klaver og orkester
- Klaverkoncert nr. 2 (1954) - for klaver og orkester
- Violinkoncert (1955) - for violin og orkester
- Orgelkoncert nr. 1 (1967) - for orgel og orkester
- Orgelkoncert nr. 1 (1987-1988) - for orgel og strygeorkester
- Obokoncert (1982) - for obo og orkester